# José Manuel Romero Barrios
José Manuel Romero Barrios (ur. 9 kwietnia 1955 w Pariaguán) – wenezuelski duchowny rzymskokatolicki, w latach 2012-2018 biskup pomocniczy Barcelony oraz biskup tytularny Materiany, a od 2018 biskup El Tigre.

## Życiorys
Święcenia kapłańskie otrzymał 1 grudnia 1979 i został inkardynowany do diecezji Barcelona. Był m.in. rektorem niższego seminarium oraz części teologicznej międzydiecezjalnego seminarium w Caracas, wicerektorem uniwersytetu w tymże mieście, a także wikariuszem biskupim ds. duszpasterskich oraz wikariuszem generalnym diecezji.
2 lutego 2012 został prekonizowany biskupem pomocniczym Barcelony ze stolicą tytularną Materiana. Sakry biskupiej udzielił mu 14 kwietnia 2012 bp César Ramón Ortega Herrera.
31 maja 2018 został powołany na biskupa nowo utworzonej diecezji El Tigre.